# Élections législatives nigérianes de 2019
Les élections législatives nigérianes de 2019 ont lieu le 23 février 2019 afin d'élire les 360 députés de la chambre des représentants du Nigeria. Une élection présidentielle a lieu simultanément.
Le scrutin devait initialement se dérouler le 16 février 2019 avant d'être reporté d'une semaine quelques heures avant l'ouverture des bureaux de vote pour cause de difficulté dans l'acheminement du matériel électoral.

## Mode de scrutin
Le Nigéria est doté d'un parlement bicaméral, dit Assemblée nationale, composé d'une chambre basse, la Chambre des représentants, et d'une chambre haute, le Sénat.
La chambre des représentants est composée de 360 sièges pourvus tous les quatre ans au scrutin uninominal majoritaire à un tour dans autant de circonscriptions électorales.

## Résultats

Candidat arrivé en tête par région

| Parti                     | Parti                                            | Voix       | %     | +/- | Sièges | +/-           |
| ------------------------- | ------------------------------------------------ | ---------- | ----- | --- | ------ | ------------- |
|                           | Congrès des progressistes (APC)                  | 12 931 229 | 47,38 |     | 212    | en stagnation |
|                           | Parti démocratique populaire (PDP)               | 11 283 714 | 41,34 |     | 127    | 13            |
|                           | Grande alliance de tous les progressistes (APGA) | 553 130    | 2,03  |     | 10     | 5             |
|                           | Autres partis                                    |            |       |     | 11     |               |
|                           |                                                  |            |       |     |        |               |
| Suffrages exprimés        |                                                  |            |       |     |        |               |
| Votes blancs et invalides |                                                  |            |       |     |        |               |
| Total                     | Total                                            | 27 291 672 | 100   | -   | 360    | en stagnation |
| Abstentions               |                                                  |            |       |     |        |               |
| Inscrits / participation  |                                                  |            |       |     |        |               |